# Arthur (Or the Decline and Fall of the British Empire)
Arthur (Or the Decline and Fall of the British Empire) (рус. Артур (Или упадок и крах Британской империи)) — седьмой студийный альбом британской рок-группы The Kinks, выпущенный 10 октября 1969 года на лейбле Pye Records в Великобритании и Reprise Records в США. Альбом стал одним из концептуальных в творчестве The Kinks. В 2004 году альбом был переиздан на лейбле Sanctuary Records.

## История альбома
Диск был написан и издан во время коммерческой неспособности полностью оценить альбом The Kinks Are the Village Green Preservation Society и последующий сингл «Plastic Man». Альбом Arthur изначально создавался для саундтрека к одноимённому фильму. Сценарий фильма был разработан совместно с Джулианом Митчеллом, который позже вспоминал: «История Артура была самой несчастной историей … Мы провели строгий кастинг (получили отличного режиссёра и набор актёров), место съёмок, фильм был готов к съёмке. Но когда продюсер пошёл на продюсерскую встречу без надлежащего бюджета, пытаясь пробить свой путь через него и проект сразу же был закрыт. Я никогда не смогу простить это этому человеку». 

Альбом был выпущен 10 октября 1969 года и сразу получил множество одобрительных отзывов в первую очередь от прессы США. Это было очень выгодно по сравнению с Tommy группы The Who и мюзиклом «Волосы». Arthur был первым коммерчески успешным проектом группы после череды неудач 1968 года, и также заложила основу для их возвращения на гастроли в Соединённых Штатах в конце 1969 (после пятилетнего запрета).

## Концепция альбома
Вся концепция альбома заключалась в истории о ветеране второй мировой войны Артуре, который вместе со своей женой Розой иммигрировал из Англии в Австралию. Примечательно то, что Роза — старшая сестра Рэя и Дейва, именно она упоминается в песне «Rosie Won’t You Please Come Home» из альбома 1966 года — Face to Face. Артур повествует своему сыну о лучшей жизни в Австралии, параллельно излагая историю смерти своего брата в Первой мировой войне, описывает Англию такой, которой он когда-то знал, ностальгию и другие темы.
Дейв Дэвис признался в одном интервью, что он чувствовал, что песня «Shangri-La» станет одной из лучших песен написанных Рэйем Дэвисом.

## Список композиций

### Оригинальный релиз
1. «Victoria» (Виктория) — 3:40
2. «Yes Sir, No Sir» (Да, сэр, нет, сэр) — 3:46
3. «Some Mother’s Son» (Сын одной из матерей) — 3:25
4. «Drivin’» (Езда) — 3:21
5. «Brainwashed» (С промытыми мозгами) — 2:34
6. «Australia» (Австралия) — 6:46
7. «Shangri-La» (Шагри-Ла) — 5:20
8. «Mr. Churchill Says» (Мистер Черчилль говорит) — 4:42
9. «She’s Bought a Hat Like Princess Marina» (Она купила шляпу как у принцессы Марины) — 3:07
10. «Young and Innocent Days» (Юные невинные дни) — 3:21
11. «Nothing to Say» (Нечего сказать) — 3:08
12. «Arthur» (Артур) — 5:27

### Переиздание 2004 года
CD-версия альбома была издана в 2004 году и содержала, помимо оригинальных треков, собрание синглов к альбому и монофонические версии некоторых песен. Бонусные треки были опубликованы на отдельном бонусном диске. Песни «This Man He Weeps Tonight» и «Mindless Child of Motherhood» на бонусном диске были написаны Дейвом Дэвисом.
Диск был выпущенный на лейбле Sanctuary Records.

#### Музыкальный диск
1. «Victoria» (Виктория) — 3:40
2. «Yes Sir, No Sir» (Да, сэр, нет, сэр) — 3:46
3. «Some Mother’s Son» (Сын одной из матерей) — 3:25
4. «Drivin’» (Езда) — 3:21
5. «Brainwashed» (С промытыми мозгами) — 2:34
6. «Australia» (Австралия) — 6:46
7. «Shangri-La» (Шангри-Ла) — 5:20
8. «Mr. Churchill Says» (Мистер Черчилль говорит) — 4:42
9. «She’s Bought a Hat Like Princess Marina» (Она купила шляпу как у принцессы Марины) — 3:07
10. «Young and Innocent Days» (Юные невинные дни) — 3:21
11. «Nothing to Say» (Нечего сказать) — 3:08
12. «Arthur» (Артур) — 5:27

#### Бонусный диск
1. «Plastic Man» (Mono version) (Пластиковый человек) — 3:04
2. "King Kong (Mono version) (Кинг-Конг) — 3:23
3. «Drivin’» (Mono version) — 3:12
4. «Mindless Child of Motherhood» (Mono version) — 3:16
5. «This Man He Weeps Tonight» (Mono Version) — 2:42
6. «Plastic Man» (Stereo Version) — 3:04
7. «Mindless Child of Motherhood» (Stereo version) — 3:16
8. «This Man He Weeps Tonight» (Stereo version) — 2:42
9. «She’s Bought a Hat Like Princess Marina» (Mono version) — 3:07
10. «Mr. Shoemaker’s Daughter» — 3:08

## Альбомные синглы
- Shangri-La / This Man He Weeps Tonight — 12 сентября 1969
- Victoria / Mr. Churchill Says (UK) / Brainwashed (USA) — 12 декабря 1969 (UK), 15 октября 1969 (USA)

## Участники записи
- Рэй Дэвис: вокал, фортепиано, ритм-гитара
- Дейв Дэвис: соло-гитара, крики, дополнительный вокал
- Мик Эвори: ударные, перкуссия
- Джон Далтон: бас-гитара, дополнительный вокал